# GDP-4-dehidro-D-ramnoza reduktaza
GDP-4-dehidro--ramnoza reduktaza (EC 1.1.1.187, -4-keto-6-dezoksi--manoza reduktaza, GDP-4-keto--ramnoza reduktaza, guanozin difosfat-4-keto--ramnoza reduktaza, GDP-6-dezoksi-D-manoza:+ 4-oksidoreduktaza) je enzim sa sistematskim imenom GDP-6-dezoksi-alfa-D-manoza:+ 4-oksidoreduktaza. Ovaj enzim katalizuje sledeću hemijsku reakciju
# GDP-6-dezoksi-alfa--manoza + NAD(P)+ {\displaystyle \rightleftharpoons } GDP-4-dehidro-6-dezoksi-alfa--manoza + +
1. -6-dezoksi-alfa-D-taloza + NAD(P)+ {\displaystyle \rightleftharpoons } GDP-4-dehidro-6-dezoksi-alfa--manoza + +

Enzim, koji deluje u suprotnom smeru od prikazanog, formira smešu GDP-alfa-D-ramnoze i njenog C-4 epimera, GDP-6-dezoksi-alfa-D-taloze, cf. EC 1.1.1.281, GDP-4-dehidro-6-dezoksi--manoza reduktaza i EC 1.1.1.135, GDP-6-dezoksi-D-taloza 4-dehidrogenaza.

## Literatura
- Nicholas C. Price; Lewis Stevens (1999). Fundamentals of Enzymology: The Cell and Molecular Biology of Catalytic Proteins (Third изд.). USA: Oxford University Press. ISBN 019850229X.
- Eric J. Toone (2006). Advances in Enzymology and Related Areas of Molecular Biology, Protein Evolution (Volume 75 изд.). Wiley-Interscience. ISBN 0471205036.
- Branden C; Tooze J. Introduction to Protein Structure. New York, NY: Garland Publishing. ISBN 0-8153-2305-0.
- Irwin H. Segel. Enzyme Kinetics: Behavior and Analysis of Rapid Equilibrium and Steady-State Enzyme Systems (Book 44 изд.). Wiley Classics Library. ISBN 0471303097.

## Spoljašnje veze
- GDP-4-dehydro-D-rhamnose+reductase на 